# Aeroportul Tamarindo
Aeroportul Tamarindo (IATA: TNO, ICAO: MRTM) este un aeroport din Provincia Guanacaste, Costa Rica. Aeroportul a fost tranzitat în 2017 de 26.624 de pasageri.
Situat la o altitudine de 10 m, aeroportul dispune de o singură pistă.